# Mont Kaolino
Le mont Kaolino est une dune artificielle située à Hirschau en Bavière (Allemagne). Il est constitué d'environ 35 000 000 tonnes de sable composé de kaolinite, résidu d'une ancienne exploitation industrielle. La dune est maintenant utilisée comme station de ski, en plus d'autres activités. Le site est utilisé pour le championnat du monde de sandboard.

## Histoire
En 1950, le tas de sable était devenu assez grand pour qu'y soit expérimenté le ski  et en 1956 un club de ski fut créé. Le ski se pratique à même le sable. Par conséquent, sa saison de fonctionnement est inverse de celles des domaines skiables traditionnels car il ouvre seulement en été, même s'il neige en hiver dans cette région.
La zone a été entièrement rénovée en 2007. En plus de la station de ski, des installations de camping, piscine, géoparc ainsi que des sentiers ont été construits. 

## Source
- (en) Cet article est partiellement ou en totalité issu de l’article de Wikipédia en anglais intitulé « Monte Kaolino » (voir la liste des auteurs).